# Агуті плямистий
Агуті плямистий (лат. Dasyprocta punctata) — вид гризунів родини агутієвих. Поширений у Центральній Америці та Південній Америці у двох роз'єднаних діапазонах. У Центральній Америці, може бути знайдений від низовин до 2400 м над рівнем моря, у Південній Америці — принаймні до 1500 м над рівнем моря. Гризун широко розповсюджений. Зустрічається в листяних і вічнозелених лісах, вторинних лісах, у садах і на плантаціях.

## Морфологія
Довжина голови й тіла: 450—570 мм, хвіст: 20-40 мм, вага: 3-4 кг. Оранжево-коричневий з округлою спиною й довгими, тонкими ногами. Колір варіює від цілком жовтого чи оранжевого з чорною памороззю до темно-коричневої передньої частини, оранжевим центром спини і кремово-чорним крупом. Волосся на крупі довге. Вуха оголені рожевуваті. Передні лапи з 4 пальцями, задні — з 3: кігті копитоподібні.

## Поведінка
Денний вид, що діяльність починає рано вранці і продовжує далі протягом дня. Іноді його спостерігають уночі, оскільки він легко пробуджується від сну, і тоді він може продовжувати годування після заходу сонця. Спить у порожнистій колоді, під корінням, або зв'язці рослинності. Нори в берегах можуть бути використані в деяких регіонах. Кожна тварина має кілька спальних місць, які використовує почергово. Раціон складається в основному з насіння і плодів, невеликої кількості рослинного матеріалу і грибів, якщо фрукти стають недоступними. Коли їжі вдосталь, він несе насіння геть і ховає для подальшого використання в майбутньому, кладучи на зберігання кожну насінину в іншому місці. Так як не всі насінини будуть відкопані, цей гризун є важливим розповсюджувачем насіння для багатьох видів дерев, у тому числі ятоби (Hymenaea courbaril). Живуть у стабільних парах, які залишаються разом, поки один з пари не вмирає. Пари патрулюють територію, але досить терпимі до інших агуті, якщо їжі вдосталь. При агресії, довге волосся крупу підіймається у вигляді віялоподібного гребеня. Самки народжують 1 або 2 добре розвинених малюків, які стають незалежними уже в 4—5 місяців.